# Ludwig de Garnerin von Montgelas

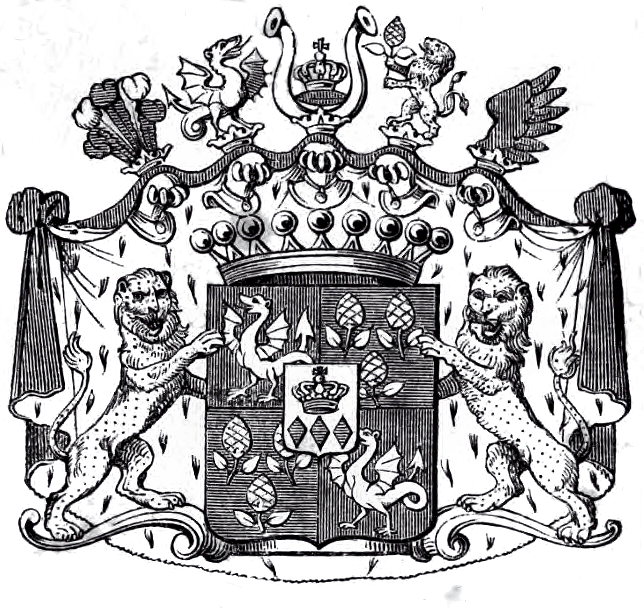
Wappen der Grafen von Montgelas

Ludwig Max Joseph Evaristus Graf von Montgelas (* 19. März 1814 in München; † 6. Januar 1892 ebenda) war ein bayerischer Diplomat aus der Familie der Grafen von Montgelas des Stammes de Garnerin de la Thuille. 

## Leben
Ludwig war der Sohn von Maximilian von Montgelas (1759–1838), dem bayerischen Staatsminister und Begründer des modernen Bayern, der 1809 für seine Verdienste in den Grafenstand erhoben worden war und der Ernestine von Arco (1779–1820), Tochter von Graf Ignatz von Arco (1741–1812). Er trat in bayerische Staatsdienste und schlug die diplomatische Laufbahn ein. Er war nach Stationen in Frankreich und Stuttgart u. a. bayerischer Gesandter in Dresden, Hannover, Sankt Petersburg und zuletzt bis 1867 in Berlin.
Er war 1887 Herausgeber der Memoiren seines Vaters, der Denkwürdigkeiten des bayerischen Staatsministers Maximilian Grafen von Montgelas, im französischen Original Compte rendu au roi.

## Genealogie (Auszug)
1. Maximilian (1759–1838), erhoben in den Grafenstand 1809 ⚭ Ernestine von Arco (1779–1820)
  1. Caroline Auguste Franzisca (1804–1860) ⚭ Max Freiherr von Freyberg, Ministerialrat und Vorstand des Reichsarchives
  2. Maximilian (1807–1870) ⚭ Elisabeth J. Watts-Russell (1816–1881), und hinterließ aus dieser Ehe  Nachkommen[1]
  3. Maria Rupertine Ernestine (1808–1822)
  4. Maria Amalia (1810–1875)
  5. Maria Hortensia (1811–1895)
  6. Theresia (1812–1872)
  7. Ludwig (1814–1892) ⚭ Anna Gräfin von Seinsheim (1833–1909)
    1. Maximilian Maria Karl Desiderius  (1860–1938), bayerischer General der Infanterie, Politiker, Diplomat und Historiker ⚭ Pauline von Wimpffen (1874–1961), Frauenrechtlerin
    2. Theodor Maria Maximilian Franz von Paula Ferdinand
    3. Maria Ernestine Anna Amelie Beate
    4. Amalia Maria Anna Kunigunda Kasimira Franziska
    5. Adolf Maria Maximilian

  8. Heinrich Rudolf Max Eduard (1817–1847)